# Boutx
Boutx (em occitano:  Bots) é uma comuna francesa na região administrativa da Occitânia, no departamento do Alto Garona. Estende-se por uma área de 47.28 km², com 246 habitantes, segundo o censo de 2018, com uma densidade de 5.2 hab/km².